# Швеция на зимних Олимпийских играх 1968

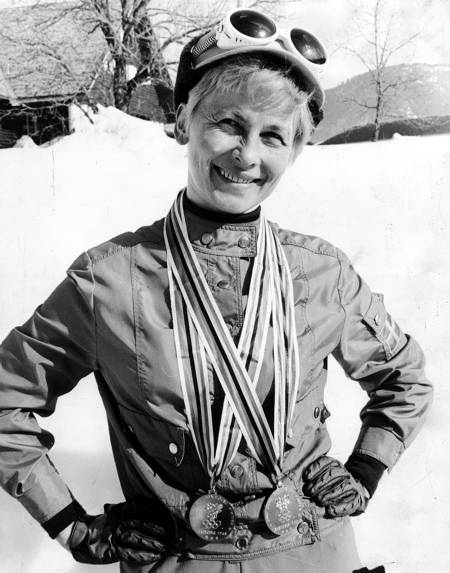
Тойни Густафссон в 1968 году

Швеция принимала участие в Зимних Олимпийских играх 1968 года в Гренобле (Франция) в десятый раз за свою историю, и завоевала три золотые, две серебряные и три бронзовые медали. Сборную страны представляли 9 женщин.

## Золото
- Лыжные гонки, 5 км, женщины — Тойни Густафссон.
- Лыжные гонки, 10 км, женщины — Тойни Густафссон.
- Конькобежный спорт, 10 000 метров, мужчины — Джонни Хёглин.

## Серебро
- Лыжные гонки, 3х5 км, эстафета, женщины — Тойни Густафссон, Бритт Страндберг, Барбро Мартинссон.
- Лыжные гонки, 4х10 км, эстафета, мужчины — Гуннар Ларссон, Ян Хальварссон, Бьярне Андерссон, Ассар Рённлунд.

## Бронза
- Лыжные гонки, 15 км, мужчины — Гуннар Ларссон.
- Конькобежный спорт, 10 000 метров, мужчины — Örjan Sandler.
- Биатлон, 4х7,5 км, эстафета, мужчины — Lars-Göran Arwidson, Tore Eriksson, Olle Petrusson, Holmfrid Olsson.